# Mineral Wells (Teksas)
Mineral Wells je grad u američkoj saveznoj državi Teksas. Prema popisu stanovništva iz 2010. u njemu je živjelo 16.788 stanovnika.